# La imaginació sociològica
La imaginació sociològica (The Sociological Imagination) és un llibre escrit pel sociòleg americà Charles Wright Mills el 1959. Es tracta d'una obra en què l'autor examina quina és la manera com les ciències socials haurien de ser exercides. El llibre va ser traduït al català el 1987 per Joan Estruch.

De forma més aviat àcida, La imaginació sociològica critica la sociologia americana, especialment aquella que s'estava desenvolupant als prestigiosos departaments de sociologia de les universitats americanes. Mills anhelava una sociologia més humanista que enllacés les dimensions social, personal i històrica de la vida quotidiana.
La imaginació sociològica que Mills tenia al cap era una nova manera de mirar el món que veia tot de lligams entre les qüestions públiques i els problemes individuals.

Segons Mills, la raó última de ser de la sociologia, en l'expressió imaginació sociològica, hauria de permetre "assolir una comprensió lúcida del que succeeix al món i del que s'hi pot esdevenir": 
El primer fruit d'aquesta imaginació (i la primera lliçó de la ciència social que la personifica) és la idea segons la qual l'individu tan sols pot comprendre la seva pròpia experiència i mesurar el seu destí si sap situar-se en el seu temps; tan sols pot saber quines són les seves possibilitats si pren consciència de les possibilitats de tots aquells que comparteixen la seva mateixa situació. La lliçó és terrible segons com, i segons com esplèndida. Potser no sabem fins on arriba la capacitat humana per a l'esforç suprem o per a la degradació deliberada, per al dolor o per a la joia, per al plaer de la brutalitat o l'exquisidesa de la raó. Però el que sí que sabem a hores d'ara és fins a quin punt són elàstics els límits de la «natura humana». Sabem prou bé que, de generació en generació, tot individu viu en una societat determinada; que la seva vida és una biografia, i que aquesta biografia és viscuda en una seqüència històrica determinada. Pel sol fet de viure tot individu contribueix, poc o molt, a configurar aquesta societat i la seva història, tot i que ell mateix sigui un producte de la seva societat, empès per la seva història.

La imaginació sociològica ens fa capaços de copsar la història i la biografia, i llurs interrelacions en el si de la societat. En això consisteixen tant la seva tasca com l'esperança que suscita."
Segons Mills, el sociòleg no hauria d'acceptar de fer el paper del rei-savi, ni tan sols el de conseller del rei -és a dir, d'acceptar de posar-se al servei del poder establert-, abdicant de la seva autonomia moral i de la seva racionalitat, sinó que hi ha un tercer camí:
El tercer camí pel qual pot tirar el científic social que creu en el valor de la raó i en el seu paper en els afers humans és prou conegut, ni que siguin ben pocs els qui de debò s'hi apunten. És el camí que consisteix a preservar la pròpia independència, a fer la feina i a triar-se els problemes, i a fer aquest treball tant de cara als «reis» com de cara al «públic». Es tracta, per tant, d'una concepció de la ciència social com una mena de servei d'informació de caràcter públic, preocupat pels problemes col·lectius i individuals, i per les grans tendències estructurals subjacents als uns i als altres [...]."